# Turkey Open
Turkey Open é um torneio de tênis extinto que foi jogado no Grand Prix tennis circuit em 1975. O evento foi realizado em Istambul, Turquia. Colin Dowdeswell ganhou o título de jogador único, enquanto Colin Dibley e Thomaz Koch se associaram para conquistar o título de duplas.

## Resultados

### Simples
| Ano  | Campeão          | Vice-campeão | Placar        |
| ---- | ---------------- | ------------ | ------------- |
| 1975 | Colin Dowdeswell | Ferdi Taygan | 6-1, 6-4, 6-2 |

### Duplas
| Ano  | Campeões                 | Vice-Campeões                | Placar        |
| ---- | ------------------------ | ---------------------------- | ------------- |
| 1975 | Colin Dibley Thomaz Koch | Colin Dowdeswell John Feaver | 6-2, 6-2, 6-2 |